# Grönländsk simpknot
Grönländsk simpknot (Triglops nybelini) hör till familjen simpor i ordningen kindpansrade fiskar.

## Utseende
Den grönländska simpknoten har ett kraftigt huvud, stora bröstfenor och två ryggfenor. Ögonen är mycket stora, bland de största i hela simpfamiljen. I övrigt påminner den om simpknoten. Hanen kan bli upp till 20 cm lång, honan 17 cm.

## Vanor
Arten förekommer på gyttjiga bottnar, vanligen på djup mellan 200 och 600 m, även om den kan gå upp till 70 m och gå ner så djupt som 1 270 m. Födan består av kräftdjur.

## Utbredning
Den grönländska simpknoten finns från Spetsbergen till Grönlands kuster och mera sällan i Kanada vid Ungava Bay och Labradorhalvön. Tillfälligt påträffad vid Norge.